# 梁定邦 (大律師)
梁定邦博士，QC，SC，JP（英語：Anthony Francis Neoh，1946年11月9日—），香港執業資深大律師，現任中國證券監督管理委員會首席顧問。2018年6月1日起，出任獨立監察警方處理投訴委員會主席。

## 生平
梁定邦在香港出生及長大，祖籍是福建省福州市(資料來源：百度百科 )， 他曾任職教師，後加入香港政府，由政務工作獲升至首長級，任廉政公署助理署長。後離開政府，於倫敦大學深造，1979年獲頒法學士學位，並回港任私人執業大律師，曾任高等法院暫委大法官。1995年，獲委任為香港證券及期貨事務監察委員會主席，1998年離任。
1978年亦曾粉墨登場參與電視劇《ICAC》演出，飾演 廉政公署 總調查主任 (主角劉松仁及關聰的上司)，並於其中數集出鏡，戲份最多為 第七集 查案記。

## 爭議

### 監警會調查報告被批有失公允
梁定邦擔任監警會主席期間，負責調查2019年反修例衝突當中有關對警察執法問題的各種指控。2020年5月15日，監警會的調查報告出爐，但內容被指完全聽信警方的一面之詞，連之前受政府所託，調查警方執法行為的國際專家小組的英國學者斯達特（Clifford Stott）也在個人Twitter上關注報告內容，指責報告混淆視聽。另外建議方面亦沒有提及到成立獨立調查委員會，而梁定邦曾經在2019年7月表示應該成立獨立調查委員會。

## 專業資格
- 英國大律師（格雷律師學院，1976年）
- 香港大律師（1976年）
- 美國加利福尼亞州律師（1984年）
- 御用大律師（1990年4月）
- 香港資深大律師（1997年）

## 公職
- 香港聯合交易所理事會與上市公司委員會委員
- 香港聯合交易所紀律委員會與債務證券工作小組主席
- 國際證監會組織技術委員會主席
- 香港證券及期貨事務監察委員會主席：1995年－1998年
- 中國證券監督管理委員會首席顧問：1998年－
- 中國國際經濟貿易仲裁委員會仲裁員
- 福建省、深圳市及廈門市政府名譽法律顧問
- 天津市政府高級經濟顧問
- 中國銀行高級顧問
- 香港醫院管理局董事局成員
- 香港政府首長級與司法人員薪俸及服務條件常務委員會委員
- 香港中文大學校董：1994年－
- 香港中文大學校董會副主席：1995年－1997年
- 香港科技大學顧問委員會榮譽委員
- 獨立監察警方處理投訴委員會主席：2018年6月－2020年6月

## 客座教授
- 北京大學
- 清華大學
- 浙江大學
- 中山大學
- 美國哈佛大學法律學院：訪問學者及教授

## 外部連結
- Bar List at HKBA （页面存档备份，存于）